# Chlorophorus angustatus
Chlorophorus angustatus är en skalbaggsart som beskrevs av Maurice Pic 1920. Chlorophorus angustatus ingår i släktet Chlorophorus och familjen långhorningar. Inga underarter finns listade i Catalogue of Life.